# Olympische Winterspiele 1968/Teilnehmer (Island)
| Gelbes Symbol für Goldmedaillen mit stilisierten Olympischen Ringen | Graues Symbol für Silbermedaillen mit stilisierten Olympischen Ringen | Braundes Symbol für Bronzemedaillen mit stilisierten Olympischen Ringen |
| ------------------------------------------------------------------- | --------------------------------------------------------------------- | ----------------------------------------------------------------------- |
| —                                                                   | —                                                                     | —                                                                       |

Island nahm an den X. Olympischen Winterspielen 1968 im französischen Grenoble mit einer Delegation von vier männlichen Athleten in einer Disziplin teil. Ein Medaillengewinn gelang keinem der Athleten.

## Teilnehmer nach Sportarten

### Ski Alpin
Männer
- Kristinn Benediktsson
Riesenslalom: 81. Platz (4:08,87 min)
Slalom: im Vorlauf ausgeschieden

- Reynir Brynjólfsson
Riesenslalom: 67. Platz (4:05,31 min)
Slalom: im Vorlauf ausgeschieden

- Björn Olsen
Riesenslalom: 72. Platz (4:16,60 min)
Slalom: im Vorlauf ausgeschieden

- Ivar Sigmundsson
Riesenslalom: 68. Platz (4:05,86 min)
Slalom: im Vorlauf ausgeschieden